# 2001 OZ108
2001 OZ108, também escrito como 2001 OZ108, é um objeto transnetuniano (TNO) que está localizado no cinturão de Kuiper, uma região do Sistema Solar. Ele é classificado como um cubewano. O mesmo possui uma magnitude absoluta de 8,3 e tem um diâmetro com cerca de 192 km.

## Descoberta
2001 OZ108 foi descoberto no dia 24 de julho de 2001 pelo astrônomo B. Gladman.

## Órbita
A órbita de 2001 OZ108 tem uma excentricidade de 0,057 e possui um semieixo maior de 43,150 UA. O seu periélio leva o mesmo a uma distância de 40,699 UA em relação ao Sol e seu afélio a 45,601 UA.